# 民事再生法を適用した企業一覧
民事再生法を適用した企業一覧（みんじさいせいほうをてきようしたきぎょういちらん）は、民事再生法の適用を申請した企業のうち、規模の大きな企業、民事再生法の適用が大きく報道された企業などを収録した一覧である。

## 2000年
出典
- 赤井電機（2000年申請）
- オーパイ（2000年申請、2004年再生手続き終了、2007年申請、同年ハルナビバレッジに営業権を譲渡、清算）[2]
- 川崎電気（2000年申請、2002年再生手続き終了）[3]
- シアター・テレビジョン（旧法人）（2000年申請）
- そごう（2000年申請、2003年再生手続き終了）[4]
- 日本証券新聞（2000年申請、2001年再生手続き終了）[5]
- フリーウェイ（2000年申請、2002年清算）[6]

## 2001年
出典
- 青木建設（2001年申請、2002年再生手続き終了）[4]
- 池貝（2001年申請、中国の同業大手により買収し2004年再生手続き終了）[7]
- 衛星デジタル音楽放送（2001年申請、2003年ワイヤービーへ吸収合併）[8]
- 大阪東通（2001年申請、東通へ吸収合併し新設子会社・関西東通へ事業譲渡）[9]
- 亀屋みなみチェーン（2001年申請、同年廃止、2002年清算）[10]
- 壽屋（2001年申請）[11]
- コトデンバス（2001年申請、2006年再生手続き終了）[12]
- ダックビブレ（2001年申請、2005年再生手続き終了）[13]
- 杉乃井ホテル（2001年申請）[14]
- 第一紙行（2001年申請、2005年再生手続き終了）[15]
- 高松琴平電気鉄道（2001年申請、2006年再生手続き終了）[16]
- チトセ（2001年申請、アイリスオーヤマが支援）[17]
- 藤越（2001年申請、2010年ヨークベニマルへ吸収合併）[18]
- 富士車輌（2001年申請、野村プリンシパル・ファイナンスが支援、2005年再生手続き終了）[19]
- フットワークインターナショナル（2001年申請、2005年再生手続き終了）[20]
- フットワークエクスプレス北海道（2001年申請、2005年再生手続き終了）
- マイカル（2001年申請、同年会社更生法に切り替え）[21]
- 大牟田松屋（2001年申請、2004年民事再生手続を廃止し破産）[22]
- 洋菓子のヒロタ（2001年申請、2005年再生手続き終了）[23]

## 2002年
出典
- おむすびころりん本舗（2002年申請、2018年よりヨシムラ・フード・ホールディングスの子会社）[24]
- 川奈ホテル（2002年申請。同年、コクドが買収し、現在はプリンスホテルグループ）[25]
- 極東ノート（2002年5月申請、1993年会社更生法適用より切り替え、文具事業はキョクトウ・アソシエイツに譲渡）[26]
- 梧桐書院（2002年申請、2007年再生手続き終了）[27]
- 柴田書店（2002年申請、2005年再生手続き終了）[28]
- 星電社（2002年申請、2006年再生手続き終了。ヤマダ電機が買収）[29]
- 第一家庭電器（2002年申請、2003年再生手続き終了、同年自己破産。2004年破産廃止し北海道にある全事業をゲオの新設子会社・ゲオイエスに譲渡）[30]
- 大日本土木（2002年申請、2003年再生手続き終了、現NIPPOが資本参加）[31]
- 千代田学園（2002年申請、2004年再生手続き終了）[32]
- 東陽バス（2002年申請）[33]
- ニコニコ堂（2002年申請、2003年ゆうあいマートに一部営業権を譲渡、2007年ゆめタウン熊本へ吸収合併）[34]
- 日立精機（2002年申請、2004年清算、買収元の森精機製作所(現・DMG森精機)に事業譲渡）[35]
- 藤木工務店（2002年申請、2006年再生手続き終了）[36]
- 北海道国際航空（2002年申請、2005年再生手続き終了）[37]
- ライブドア（旧法人）（2002年申請、2003年再生手続き終了、同年清算[38]）[39]

## 2003年
出典
- タカラブネ（2003年申請、同年スイートガーデンに営業権を譲渡）[40]
- 宝船（2003年申請、2005年にゲオが完全子会社化）
- タナカインターナショナル（2003年申請、その後会社更生法に切り替え）[41]
- ドイ（2003年申請、2006年清算）[42]
- 東ハト（旧法人）（2003年申請）[43]
- 那覇交通（2003年申請、2004年那覇バスに営業権を譲渡、清算）[44]
- 福助（2003年申請、MKSパートナーズ支援下ののち現豊田通商子会社）[45]
- 藤三商会（2003年申請、同年清算）[46]
- ヘラルドコーポレーション（旧日本ヘラルド映画の創業母体。2003年申請、その後スターキャット・ケーブルネットワークに一部事業の営業権を譲渡）[47]
- 北海道振興（2003年申請）[48]
- ホテルハマツ（2003年申請、2004年小山観光開発に営業権を譲渡）[49]
- マツモト電器（2003年申請、2004年ゲオが完全子会社化）[50]
- マツヤデンキ（2003年申請。同年ニューMDパートナーズ（現ぷれっそホールディングス）に営業権を譲渡、清算）[51]
- 森本組（2006年再生手続き終了）[52]
- 山岸建設（2003年申請、2004年清算）[53]
- 吉村秀雄商店（2003年申請）[54]
- ライカ（2003年申請、2004年伊藤忠商事が完全子会社化）[55]
- レオマワールド（2003年申請、その後会社更生法に切り替え）[56]
- レキオス航空（2003年申請、2004年棄却、同年清算）[57]
- 和光電気（2003年申請、2006年清算）[58]

## 2004年
出典
- アルプス社（2004年申請、同年ヤフーが完全子会社化）[59]
- 大木建設（2004年申請。2005年芙蓉グループ支援の元神田大木建設に営業権を譲渡、清算）[60]
- キムラヤ（2004年申請、2005年再生手続き終了）[61]
- キャッツ（2004年申請、2007年再生手続き終了）[62]
- グランドタマコシ（2004年申請）[63]
- ジェネラスコーポレーション（2004年申請、その後会社清算に至る）[64]
- 出来鉄工所（2004年申請、同年清算）[65]
- 東北文化学園大学（2004年申請、2008年再生手続き終了）[66]
- 富士交通（2004年申請）[67]
- 北都交通（2004年申請、2008年再生手続き終了）[68]
- 宮城くみあい乾めん（2004年申請、2010年破産）[69]
- モンペリ（2004年申請）[70]

## 2005年
- iiyama（2005年申請、2006年MCJが完全子会社化）[71]
- ACリアルエステート（2005年申請）[72]
- 学校法人多々良学園（2005年申請。同年タカガワに営業権を譲渡、2009年再生手続き終了）[73]
- 勝村建設（2005年申請、2008年に再度申請、2009年エム・テックに吸収合併）[74]
- サンビシ（2005年申請、2006年サンビシ（新法人）に営業権を譲渡、清算）[75]
- スペースワールド（2005年申請、同年加森観光に営業権を譲渡、清算）[76]
- タイム二十四（2005年申請、2006年東京ビッグサイトへ吸収合併）[77]
- 東京ファッションタウン（2005年申請、2006年東京ビッグサイトへ吸収合併）[77]
- 平成電電（2005年申請、2006年廃止。同年日本テレコムに営業権を譲渡、清算）[78]
- 本間ゴルフ（2005年申請、中国系の投資企業に買収され再建中）[79]
- 松村組（2005年申請、2006年再生手続き終了）[80]
- メヒコ商事（2005年申請）[81]
- 琉球バス（2005年申請。2006年琉球バス交通に営業権を譲渡、清算）[82]

## 2006年
- アドテックス（2006年申請、同年廃止。2007年インプットビジョン及びバイオスにそれぞれ営業権を譲渡、清算）[83]
- 学校法人小樽昭和学園（2006年申請）[84]
- 栢野建設（2006年申請、2011年破産）[85]
- 学校法人京都科学技術学園（2006年申請）[86]
- 竹芝地域開発（2006年申請、2007年東京テレポートセンターに吸収合併）[86]
- 東京テレポートセンター（2006年申請、2007年再生手続き終了）[86]
- 東京臨海副都心建設（2006年申請、2007年東京テレポートセンターに吸収合併）[86]
- 間組（2006年申請、のち清算）[86]
- 代々木ライブ・アニメイション（2006年申請）[87]

## 2007年
- アイ・エックス・アイ（2007年申請）[88]
- 香川県交通（2007年申請）[89]
- クインランド（2007年申請、同年清算）[90]
- クレディア（2007年申請、フロックスへ営業譲渡）[91]
- コミヤマ工業（2007年申請、2008年清算）[92]
- 宍倉病院（2007年申請）[93]
- ソーコー（2007年申請）[94]
- 総武都市開発（2007年申請、2008年パシフィックゴルフプロパティーズが完全子会社化）[95]
- ダイエー (パチンコチェーン)（2007年申請、2011年再生手続き終了）[96]
- 東洋瓦工業（2007年申請）[97]
- 東洋紡糸工業（2007年申請、島精機製作所に営業譲渡）[98]
- なかよし（2007年申請）[99]
- 日本防火ライト工業（2007年申請、エヌビーエルへ営業譲渡）[100]
- 北電商販（2007年申請）[101]
- ホテルたなか（2007年申請）[102]
- マキ製作所（2007年申請。2008年澁谷工業の新設子会社・静岡シブヤ精機に営業権を譲渡、清算）[103]
- 三喜屋（2007年申請、2011年破産）[104]
- みらい建設グループ（2007年申請、2008年青木あすなろ建設及び青木マリーンが完全子会社化）[105]
- ワイズノット（2007年申請）[106]

## 2008年
- アーバンコーポレイション（2008年申請）[107]
- 愛松建設（2008年申請）
- アエル（2008年申請）[108]
- エー・エス・アイ（旧アスキーソリューションズ）（2008年申請、同年アセンディアに事業譲渡）[109]
- アスコム（2008年申請、2009年再生手続き終了）[110]
- 新井組（2008年申請、2011年再生手続き終了）[111]
- 茨城交通（2008年申請、2009年同名の新会社に事業譲渡）[112]
- ウベハウス（2008年申請。同年百年住宅西日本、百年住宅西日本パネル工業に営業権を譲渡、清算）[113]
- エフ・イー・シー（2008年申請）[114]
- エムテック株式会社（2008年申請、2009年ダイトエレクトロンに事業譲渡）[115]
- オークス（2008年申請、2009年OCSに事業譲渡）[116]
- 大阪書籍（2008年申請、2009年日本文教出版など同業各社に事業譲渡、同年破産手続申請）[117]
- 長田組土木（2008年申請、2011年再生手続き終了）[118]
- キョーエイ産業（2008年申請）[119]
- ケイ・エス・シー（2008年申請）[120]
- 康和地所（2008年申請、2009年破産）[121]
- 後藤組（2008年申請、2012年再生手続き終了）[122]
- 三平建設（2008年申請、2009年新三平建設に事業譲渡）[123]
- サンマルイ（2008年申請）[124]
- シーオン（2008年申請）
- シーズクリエイト（2008年申請、2010年再生手続き終了）[125]
- 志多組（2008年申請、2011年再生手続き終了）[120]
- ジェネシステクノロジー（2008年申請）[126]
- 社会福祉法人長和福祉会（2008年申請）[127]
- 新風舎（2008年申請、同年廃止、文芸社に営業権を譲渡、清算）[128]
- スルガコーポレーション（2008年申請）[129]
- ゼファー（2008年申請、2011年再生手続き終了）[130]
- セボン（2008年申請）[131]
- 船場吉兆（2008年申請、同年破産）[132]
- 創建ホームズ（2008年申請、2011年再生手続き終了）[131]
- 草思社（2008年申請、同年文芸社が完全子会社化）[133]
- 第一住創（2008年申請）[134]
- ダイア建設（2008年申請）[135]
- ダイナシティ（2008年申請）[136]
- ダイドー住販（2008年申請）[137]
- 九十九電機（2008年申請、2009年にヤマダ電機が完全子会社化）[138]
- テレマート（2008年適用、同年アクレスに営業権を譲渡、破産）[139]
- 東京アプリケーションシステム（2008年申請、2009年再生手続き終了）[140]
- 都市デザインシステム（2008年申請、2009年新設したコクヨオフィスシステム（現・コクヨ）の完全子会社に事業譲渡）[131]
- 富山日産モーター（2008年申請、2010年富山日産自動車に事業譲渡）[141]
- トランスデジタル（2008年申請、2011年職権破産）[142]
- ニイウス コー（2008年申請）[143]
- 新潟タスク（2008年申請）[140]
- 日産サティオ石川（2008年申請、2009年新会社の日産プリンス金沢に事業譲渡）[141]
- 日産プリンス石川販売（2008年申請、2009年新会社の日産プリンス金沢に事業譲渡）[141]
- ニューシティ・レジデンス投資法人（2008年申請）[144]
- ハウジング大興（2008年申請）[145]
- 服部モーター商会（2008年申請、2009年モトーレン阪神に事業譲渡）[146]
- パルアクティブ（2008年申請、2011年破産）[147]
- ハルク（2008年申請）[148]
- びっくり本舗（2008年申請、同年店舗プレミアムに営業権を譲渡）[149]
- Human21（2008年申請）
- プロデュース（2008年申請）[150]
- 堀田建設（2008年申請）[151]
- 前田（2008年適用、同年楽市へ吸収分割）[152]
- 松本引越センター（2008年申請、同年棄却、破産）[153]
- マツヤハウジング（2008年申請）[154]
- 真柄建設（2008年申請、2012年再生手続き終了）[155]
- 明林堂書店（2008年申請、宮脇書店グループへ営業譲渡）[156]
- モリモト（2008年申請、2011年再生手続き終了）[157]
- 洋販ブックサービス（2008年申請、同年青山ブックセンターに営業権を譲渡）
- ランドコム（2008年申請）
- リーマン・ブラザーズ証券（日本法人）および関連2社（2008年申請）[158]
- リングルプロジェクト（2008年申請）[159]
- レイコフ（2008年申請、同年破産）[160]
- 富士バイオメディックス（2008年申請）

## 2009年
- アプレシオ（2009年申請、2010年東興が吸収合併しアイエスコーポレーションに商号変更）[161]
- 泉精器製作所（2009年申請、同年最大負債総額。2010年投資ファンド主導による同名の新会社に事業譲渡。）[162]
- インクス（2009年10月14日申請、2012年再生手続き終了）
- 栄泉不動産（2009年申請。元支配株主で設立母体の住友不動産が事実上の資本撤退、米ゴールドマン・サックスの支援を受け再建を進めている）[163]
- SFCG（2009年申請、同年破産）[164]
- エス・イー・エス（2009年申請、同年破産）[165]
- エスグラントコーポレーション（2009年申請）[166]
- エスティエンジニアリング（2009年申請）[167]
- 学校法人瀬戸内学院（2009年申請）[168]
- くめ・クオリティ・プロダクツ（2009年申請、ミツカンへ営業譲渡）[169]
- ゴマブックス（2009年申請)[170]
- 章栄不動産（2009年申請、2011年再生手続き終了）
- ジョー・コーポレーション（2009年申請、2012年再生手続き終了）[171]
- 鈴木木材工業（2009年申請）[172]
- 生産技術（2009年申請、 レンタルのニッケンへ営業譲渡）[173]
- ゼンテック・テクノロジー・ジャパン（2009年申請）
- 第和工業（2009年申請）[174]
- タック化成（2009年申請、王子製紙グループへ営業譲渡）[175]
- チノンテック（2009年申請）[176]
- 東新住建（2009年申請）[177]
- 中道機械（2009年申請）[178]
- ニチモ（2009年申請、同年長谷工グループに経営権移譲）[179]
- 平和奥田（2009年申請、同年子会社の平和建設に主要事業譲渡、2010年に同業中堅のシードに株式譲渡、2014年にシードが平和建設を合併しシード平和（現・メルディアDC）に）[180]
- 防予汽船（2009年申請、2010年新会社の防予フェリーに事業譲渡）[181]
- 舞姫酒造（2009年申請、2013年再生手続き完了）[182]
- 丸井今井（2009年申請、翌年会社分割を実施）[183]
- 泰道リビング（2009年申請、最後まで残っていた泰道グループの本家だが同年昭和西川の完全子会社を新設し事業譲渡、2011年昭和西川に吸収合併）[184]
- 三貴（2009年申請）[185]
- ユニテック・ソフト・センター（2009年申請）[186]
- ライフステージ（2009年申請）[187]

## 2010年
- アーム電子（JASDAQ【6671】2010年8月23日に申請、翌年2月15日破産）[188]
- 大野屋本店（2010年11月19日に申請）[189]
- Kiss-FM KOBE（2010年4月28日に申請、同年10月1日に新設の兵庫エフエム放送へ事業譲渡）[190]
- 桂花（2010年11月1日に申請）[191]
- シネカノン（2010年申請）[192]
- 親和交通（2010年12月27日に申請）
- 大和システム（2010年10月に申請、2012年に会社清算、2017年6月13日に新法人設立）[193]
- 中小企業保証機構（日本振興銀行関連企業、負債1269億6200万円、2010年10月15日に申請）[194]
- トリアス（2010年12月14日に申請）[195]
- 西村医療器（2010年11月17日に申請、2011年6月鈴与の新設子会社ベルメディカルケアへ事業譲渡）[196]
- 日本振興銀行（2010年9月10日に申請）[197]
- NESTAGE（JASDAQ【7633】2010年8月12日に申請、2011年4月14日ゲオが100％子会社化）[198]
- プロパスト（JASDAQ【3236】2010年5月14日に申請。上場は維持。2011年2月18日再生手続き終了）[199]
- ペー・ジェー・セー・デー（2010年申請、同年破産）[200]
- モリヤ（2010年7月30日に申請、2011年7月31日伏見屋ホールディングスの新設子会社仙台物産へ事業譲渡）[201]
- ラ・パルレ（ヘラクレス【4357】2010年10月5日に申請、2011年1月19日、スピードパートナーズの子会社ビューティーパートナーズへ事業譲渡）[202]

## 2011年
- アイ・ピー・ジー・アイ（2011年7月4日に申請）[203]
- アーステック阿蘇（2011年2月1日に申請）[204]
- 安愚楽牧場（2011年8月9日に申請、同年12月に破産）[205]
- アサヒグラフィックス（2011年7月27日に申請）[206]
- アド甘鉄エージェンシー（2011年2月24日に申請）
- アベラ・ヒビ（2011年2月16日に申請）[207]
- エー・カンパニー（2011年2月16日に申請）[207]
- 大浦（2011年1月3日に申請）[208]
- 学校法人辻学園（2011年4月26日に申請）[209]
- 北九冷食販売（2011年2月5日に申請、同年2月9日付けで破産）[210]
- 岐阜東濃土地建物（2011年2月3日に申請）[211]
- 九州スクリーン（2011年3月30日に申請）[212]
- 京都東山観光（2011年9月26日に申請）[213]
- 群馬県林業公社（2011年4月15日に申請）[214]
- 高和（2011年1月13日に申請）
- 三幸堂（新潟市東区、印刷業。2011年8月30日に申請）[215]
  - カクサン（上記の関連会社。同上）[215]
- サンシティ（2011年9月26日に申請）[216]
- 三宝緑化（2011年3月7日に申請）[217]
- シノハラ（2011年1月11日に申請）[218]
- 志眞建設（2011年1月5日に申請）[219]
- シルバー精工（2011年9月27日に申請）[220]
- セルミ医療器（2011年4月5日に申請）[221]
- 大貴エンジニアリング（2011年3月31日に申請）[221]
- ちゃんと（2011年2月10日に申請）[222]
- デザインエクスチェンジ（2011年9月16日に申請、同年9月22日に手続き開始決定を2015年3月21日閲覧受ける）[223]
- 当別上田商店（2011年2月15日に申請）[224]
- 中正機械金属（2011年8月30日に申請）[225]
- ナカニシ（2011年3月23日に申請）[226]
- 那須八溝物産（2011年1月17日に申請）[227]
- 南平台観音湯（2011年1月17日に申請）[227]
- 日光有機（2011年3月7日に申請）[217]
- 日本地下資源開発（2011年2月25日に申請）[228]
- ニューマルシン（2011年1月4日に申請）[229]
- 能登島リゾート開発（2011年2月3日に申請）[230]
- ハギワラシスコム（2011年3月31日に申請）[231]
- 美々リゾート開発（2011年3月17日に申請）[232]
- ファーマーズジャパン（2011年3月10日に申請）[233]
- 福岡センチユリーゴルフクラブ（2011年6月23日に申請）[234]
  - 創栄（同上）
- 双葉繊維工業（2011年4月13日に申請）[235]
- ブロードティーヴィ（2011年7月1日に申請）[236]
- 三谷温泉ひがきホテル（2011年6月7日に申請）[237]
  - 三谷温泉開発（同上）[237]
  - ひがきグループ（同上）[237]
- 村本建設工業（2011年2月1日に申請）[204]
- 横谷温泉旅館（2011年7月11日に申請）[238]
- ヨシキ鋼材（2011年1月28日に申請）[239]
- 吉野(ゴルフ場経営)（2011年7月4日に申請）[240]
- ララ・プラン（2011年8月31日に申請）[241]
- リンク・ワン（2011年4月28日に申請）[242]
- ろくはら（2011年1月17日に申請）[227]
- ワイキューブ（2011年3月30日に申請）[243]

## 2012年
- 奥道後国際観光（2012年1月16日に申請、負債総額約10億円。海栄館の支援を受ける。）[244]
- 海上アクセス（2012年2月に申請）[245]
- 山水電気（2度監理銘柄に指定されるもいずれも解除。2011年度末、定時株主総会の開催不能に陥り3度目の監理銘柄指定。このまま2012年4月2日申請、同12月28日再生計画認可確定及び再生手続終結、2014年7月9日破産）[246]
- 新栄総業（2012年1月23日に申請）[247]
- 太平洋クラブ（2012年1月23日に申請、10月31日に会社更生法申請へ切り替え）[248]
- ポリマテック（2012年7月30日に申請）[249]
- ミヤマブロイラー（2012年1月30日に申請）[250]
- 総通（2012年11月9日に申請）[251]
- 岩井食品（2012年10月10日申請）[252]

## 2013年
- インデックス（2013年6月27日申請、2013年11月1日に全事業をセガの子会社であるインデックス〈新会社、後にアトラス〈新社〉とインデックス〈2代目、後のiXIT〉へ会社分割〉〉へ譲渡、2014年7月31日破産）[253]
- 花鳥園（神戸花鳥園を運営、2013年11月20日申請）[254]
- スカイビジョン（CSチャンネル向け番組制作会社、2013年4月1日申請）[255]
- ZKR（旧全管連、不動産開発業、2013年8月19日に公表、テレビ番組『マネーの虎』出演の企業）[256]
- 東海興業（一度倒産していた建設業、2013年4月2日申請）[257]
- 東京カソード研究所（JASDAQ【6868】2013年3月14日申請、2013年9月1日にSV TCL（後のニデックSVプローブ）へ事業譲渡）[258]
- 東京ストアー（2013年1月18日申請）[259]
- ビジョン・ホールディングス及びビジョンメガネ（眼鏡等小売、2013年11月25日申請）[260]
- レモール（通信販売業、2013年9月24日申請）[261]

## 2014年
- トコリ・グローバル（2014年3月24日申請）
- 学校法人千葉国際 （2014年5月7日申請）[262]
- 駿河屋（和菓子製造販売業、2014年1月17日申請、5月29日破産）[263]
- セトウチデリカ（惣菜製造業。2014年5月30日申請、約41億円[264]。2016年に再生手続きの遂行が困難となり破産手続きに移行[265]。）
- 白元 （2014年5月29日申請、9月1日にアース製薬の子会社である白元アースへ事業譲渡）[266]
- 三貴（2014年7月24日申請、2度目の民事再生法申請）[185]
- 和田工業（2014年5月7日申請、破産手続から移行）[267]

## 2015年
- 朝日ダイヤゴルフ（2015年3月30日申請）[268]
- 江守グループホールディングス（のちに興和グループが支援表明、2015年4月30日申請） [269]
- カネトモ(北海道の廉価宿泊施設ホテルパコの事業主体。関連会社と合わせた負債総額約99億円 2015年3月17日申請)[270]
- 京聯自動車（2015年3月31日申請）[271]
- 栗田出版販売（2015年6月26日申請） [272]
- ザ・サードプラネット（2015年6月29日申請）[273]
- スカイマーク（エイチ・アイ・エスやオリックスグループらが設立に関与、2015年1月28日申請）[274]
- 第一中央汽船（内航系海運大手。2015年9月29日申請、負債総額約1,196億円[275]。2016年に債権者の造船所･船主など14社から出資を受ける[276]。）
- とっぴい（2015年6月1日申請）[277]
- 日総建（2015年6月29日申請） [278]
- 美術出版社（美術関係において国内で元祖とされた専門誌『美術手帖』を出版していた出版社、2015年3月4日申請）[279]
- 美濃屋吉兵衛商店（2015年1月28日申請、3月12日取り下げ）[280]
- マルホン工業（『戦国BASARA』の遊技機化版権を最初に獲得、2015年3月12日申請）[281]

## 2016年
- テラマチ（無人探査機「はやぶさ2」部品加工を担当、2016年1月19日申請）[282]
- 公益社団法人日本ライフ協会（預託金流用の高齢者支援団体、2016年2月1日申請）[283]
- 電硝エンジニアリング（日本電気硝子の元協力会社、2016年3月28日申請）[284]
- 横手セントラルホテル（天皇・皇后の宿泊先でも知られる地場ホテル、2016年7月27日申請）[285]
- ハートウエル（愛媛の「今治タオル」老舗メーカー、2016年10月6日申請）[286]
- 日本コンタクトレンズ（国内コンタクトレンズ製造の先駆、2016年11月16日申請）[287]
- 南部バス（2016年11月28日申請）[288]

## 2017年
- ニュートンプレス（月刊科学雑誌ニュートン出版元、2017年2月20日申請）[289]
- 丸栄黒川仏檀店 (黒川仏壇センターの店名で知られる富山県の老舗仏具店、2017年4月7日申請)
- 学校法人森友学園（2017年4月21日申請）
- タカタ（自動車用安全部品製造大手、2017年6月26日申請）[290]
- 吉年（1718年創業の老舗鋳物会社、2017年7月14日申請）[291]
- オーディンフーズ（2017年7月31日申請、2018年6月13日にジー・テイストの100%子会社化）[292]
- MTGOX（マウントゴックス、債権者が2017年11月24日に申し立て）[293]
- プラスワン・マーケティング（2017年12月4日申請、格安スマホ「フリーテル」事業を倒産前に身売り）[294]
- 小樽ベイシティ開発（2017年12月7日申請、旧マイカル系のイオン北海道が母体）[295]

## 2018年
- パステル（雑貨店チェーン、2018年1月19日申請）[296]
- カネ共三友冷蔵（2018年1月31日申請）[297]
- 太田資源開発（鳳凰ゴルフクラブの運営、2018年2月9日申請）[298]
- 児玉カントリー倶楽部（2018年3月13日申請）[299]
- 鳩山カントリークラブ（2018年3月28日申請、2度目の民事再生手続申請）[300]
- エコー商事（ジャンボおしどり寿司の運営、2018年4月2日申請）[301]
- 朽木ゴルフ倶楽部（2018年4月9日申請、2度目の民事再生手続申請）[302]
- ジャパンホーム（5月30日申請、地盤ネットホールディングスが支援）[303]
- ジーンズショップオサダ（2018年6月8日申請）[304]
- サニーTSUBAKI（食品スーパー。2018年6月28日申請、負債総額は約10億円[305]。2019年にフジとスポンサー契約を締結[306]。）
- 太洋産業（2018年7月9日申請）[307]
- 如月社（京都シネマの運営、2018年7月9日申請）[308]
- ヤバネスポーツ（2018年7月12日申請）[309]
- ホテルリゾネックス名護（2018年7月19日申請）[310]
- 日本アイコム（2018年8月30日申請）[311]
- 西日本観光（2018年8月31日申請）[312]
- エム・テック（2018年10月1日申請）[313]
- 吉安（2018年10月9日申請）[314]
- 朋栄工業（2018年10月10日申請）[315]
- 大沼国際カントリークラブ（2018年11月5日申請）[316]
- 翔洋会（2018年11月30日申請）[317]
- 和泉石灰建材（2018年12月28日申請）[318]

## 2019年
- シベール（2019年1月17日申請）[319]
- ワールドワイドラブ（2019年1月21日申請）[320]
- 未来設計（2019年1月22日申請）[321]
- 中島オール、中島オールプリシジョン、太平日産（2019年1月25日申請）[322]
- エメラルドグリーンクラブ（2019年1月29日申請）[323]
- サンユウ産業（2019年1月30日申請）[324]
- ウィズ・ワン、カムズ・コーポレーション（2019年1月31日申請）[325]
- ロン・都（マツオインターナショナル（株）が支援、2019年3月19日申請）[326]
- エッチジェー（フーターズを運営、2019年3月26日申請）[327]
- 原宿製作所（2019年4月3日申請）[328]
- 全建設事業（2019年4月4日申請）[329]
- ワイ・ケイ・ジャパン（2019年4月18日申請）[330]
- 社団おきの会（旗の台病院を経営、2019年4月24日申請）[331]
- 一成会（さいたま記念病院を経営、2019年5月7日申請）[332]
- サンヒット（2019年5月14日申請）[333]
- イメージフィールド（2019年5月15日申請）[334]
- イマジニアリング（2019年5月27日申請）[335]
- リファクトリィ（2019年5月29日申請）[336]
- 服田ホールディングス（2019年6月5日申請）[337]
- サンセットコーポレイション（リサイクルショップのエンターキングを展開、2019年7月1日申請）[338]
- エーエヌディー（2019年7月10日申請）[339]
- 博悠会（2019年7月26日申請）[340]
- ひびき（2019年8月20日申請）[341]
- 社団冠心会（2019年8月26日申請）[342]
- タケヤ（2019年8月30日申請）[343]
- 上海国際（2019年9月12日申請）[344]
- フェアファクスコレクティブ（2019年9月19日申請）[345]
- GIA JAPAN（2019年9月27日申請）[346]
- セーフティーアイランド（2019年10月30日申請）[347]
- 丸長石材、メモリア（2019年10月30日申請）[348]
- 日本オーナーズクラブ（2019年11月7日申請）[349]
- 千明社（2019年11月13日申請）[350]
- エル・エム・エス（2019年11月19日申請）[351]
- シーンズ（2019年11月29日申請）[352]
- 東邦出版（2019年12月2日申請）[353]
- 池田開発（2019年12月2日申請）[354]
- AIコーポレーション（2019年12月5日申請）[355]
- 富山ゴルフ（2019年12月6日申請）[356]
- 一般社団法人自転車安全利用促進協会ほか2社（2019年12月25日申請）[357]

## 2020年
- 玉屋（2020年1月6日申請）[358]
- JFCほか1社（2020年1月6日申請）[359]
- ハーモニー（2020年1月14日申請）[360]
- ルミナスクルーズ（2020年3月2日申請）[361]
- 青い森クラウドベース（2020年3月2日申請）[362]
- 真秀コールド・フーズ（2020年3月2日申請）[363]
- 田村屋旅館（2020年3月6日申請）[364]
- シティーヒル（2020年3月16日申請）[365]
- 明浄学院（2020年3月16日申請）[366]
- ニューステップ（2020年3月23日申請）[367]
- 関東食研ほか１社（2020年3月31日申請）[368]
- 瀬戸給食ほか（2020年3月31日申請）[369]
- ひだ高山中央市場（2020年3月31日申請）[370]
- トラベルシリウス（2020年4月1日申請）[371]
- 岸製作所（2020年4月7日申請）[372]
- 東京山喜（2020年4月20日申請）[373]
- ラビアンローゼほか１社（2020年4月21日申請）[374]
- カネキ水産（2020年4月3日民事再生開始決定）[375]
- WBFホテル&リゾーツ（2020年4月27日申請）[376]
- 旭東電気（2020年4月28日申請）[377]
- くまもと商店（2020年4月30日申請）[378]
- 旭東ホールディングス（2020年5月8日申請）[379]
- アップ・クルセーダーズ（2020年5月8日申請）[380]
- レナウン（2020年5月15日申請）[381]
- 丸建自動車（2020年5月15日申請）[382]
- とら醤油（2020年5月19日申請）[383]
- チャンス（2020年5月25日申請）[384]
- 赤玉（2020年5月29日申請）[385]
- 一般財団法人神奈川県経営者福祉振興財団（2020年6月1日申請）[386]
- ユーシンフーズ（2020年6月3日申請）[387]
- ダーバン宮崎ソーイング（2020年6月5日申請）[388]
- KOSCOINN（2020年6月23日申請）[389]
- ホワイト急便沖縄（2020年6月24日申請）[390]
- 小川カントリークラブ（2020年6月26日申請）[391]
- ホワイト・ベアーファミリーほか1社（2020年6月30日申請）[392]
- 虎杖東京（2020年6月30日申請）[393]
- イワヰ（2020年7月31日申請）[394]
- 渡辺自動車（2020年8月31日申請）[395]
- 新栄運輸（2020年10月19日申請）[396]
- 広栄運輸（2020年11月2日申請）[397]
- 美岳カントリークラブ（2020年11月6日申請）[398]
- リデア（2020年11月17日申請）[399]
- 広栄商会（2020年11月18日申請）[400]
- ザ・クイーンズヒルゴルフ場（2020年12月7日民事再生開始決定）[401]
- 創真ほか2社（2020年12月21日申請）[402]
- AIプロジェクト（2020年12月21日申請）[403]
- ダイヤメットほか1社（2020年12月21日申請）[404]
- 社団医創会（2020年12月21日申請）[405]

## 2021年
- 桜木管理（2021年1月22日申請）[406]
- 枻出版社（2021年2月9日申請）[407]
- 万象ホールディングスほか3社（2021年2月9日申請）[408]
- サンクローバー（2021年2月25日申請）[409]
- ビスタホテルマネジメント（2021年3月11日申請）[410]
- JCサービス（2021年3月24日申請）[411]
- レアル（2021年3月25日申請）[412]
- 伊勢津ドライ（2021年3月29日申請）[413]
- 南京軒食品ほか1社（2021年4月21日申請）[414]
- コイケ（2021年5月14日申請）[415]
- サティス（2021年5月17日申請）[416]
- パネイル（2021年5月18日申請）[417]
- 九州電通ほか1社（2021年6月9日申請）[418]
- ブルーム（2021年6月24日申請）[419]
- 老子製作所（2021年6月28日申請）[420]
- ガゼール（2021年6月29日申請）[421]
- Sharp Document 21yoshidaほか1社（2021年7月15日申請）[422]
- 友愛会（2021年8月26日申請）[423]
- 明光産業（2021年8月26日申請）[424]
- サン宝石（2021年8月27日申請）[425]
- ユーロテックジャパン（2021年8月31日申請）[426]
- エム・アール・シー（2021年8月31日申請）[427]
- サンフェニックス（2021年9月28日申請）[428]
- アンフィニ（2021年9月30日申請）[429]
- 日本クラント（2021年10月4日申請）[430]
- わらび座（2021年10月25日申請）[431]
- ゴーインターナショナル（2021年10月27日申請）[432]
- 高松グランドカントリー（2021年11月24日申請）[433]
- 関ケ原カントリークラブ（2021年11月29日申請）[434]
- セントラル（2021年12月22日申請）[435]
- シャープFITオートモーティブテクノロジー（2021年12月24日申請）[436]

## 2022年
- オフィスエフエイ・コム（2022年7月29日申請、負債総額約60億円。）[437]

## 2023年
- JOLED（2023年3月27日申請、負債総額約337億円[438]。）
- ユニゾホールディングス（2023年4月26日申請、負債総額1262億円[439]。）
- 佐藤長（2023年6月26日申請、負債総額63億円）
- ガイア (パチンコ) （2023年10月30日申請、負債総額850億円[440]）

## 2024年
- 日本電解（2024年11月27日申請、負債総額約147億円[441]。）